# Catocala dejeani
Catocala dejeani là một loài bướm đêm thuộc họ Erebidae. Loài này có ở Trung Quốc (Situan, Thiểm Tây, Quảng Tây) và Đài Loan.
Some authors consider it a subspecies của Catocala kuangtungensis.
Sải cánh dài khoảng 67 mm.

## Phụ loài
- Catocala dejeani dejeani
- Catocala dejeani chogohtoku (China)
- Catocala dejeani owadai (Taiwan)